# Anacharsis (maison d'édition)
Pour les articles homonymes, voir Anacharsis (homonymie).
Les Éditions Anacharsis, fondées en 2000, sont une maison d'édition spécialisée dans la publication de récits de voyages, d'essais et d'autres textes ayant en commun le thème de la rencontre entre les cultures. Depuis 2005 leurs ouvrages sont diffusés et distribués par les Belles Lettres.

## Histoire
Les éditions Anacharsis sont fondées en juillet 2000 par deux historiens, Frantz Olivié et Charles-Henri Lavielle, sous la forme d'une association loi de 1901 dont le siège se trouve à Toulouse. Le nom de la maison d'édition fait référence au philosophe antique Anacharsis, qui représentait pour la philosophie hellénique la figure de l'étranger, de l'avis extérieur. Ainsi, ce choix de nom exprime leur volonté d'explorer les cultures lointaines et de défendre les cultures antiques et médiévales. Le symbole de sa politique éditoriale est centré sur la notion d'altérité.
En 2005, Anacharsis devient diffusé et distribué par les Belles Lettres.
Le catalogue de l'éditeur compte 64 ouvrages fin 2011. Les éditions Anacharsis publient en moyenne 6 à 8 ouvrages par an.
Le 3 mars 2012, au moment de leur dixième anniversaire, les éditions Anacharsis se transforment en coopérative.
À un moment donné, Anacharsis passe à Harmonia Mundi Livres pour la diffusion et distribution de ses ouvrages.
Les éditions Anacharsis sont partenaires du festival L'histoire à venir

## Collections
La maison d'édition a cinq collections : leur première collection est Famagouste qui compte 79 titres. Cette collection présente des textes inédits de façon originale. Le travail éditorial de ces éditeurs  pour cette collection particulièrement, est de jouer sur deux versants qui vont permettre une double lecture que l'on peut d'ailleurs décliner à plusieurs niveaux. Ce sont des rencontres de différentes civilisations, de mondes éloignés géographiquement et historiquement.
Les textes ont des vertus documentaires archivistes, ce sont des textes inédits qui viennent de pays souvent lointains (d'Indonésie, ou textes d'origines Aztèque), et proposent à la lecture des rencontres avec des civilisations, des mondes éloignés d'un point de vue historique également. Ce sont des livres dont les contenus appartiennent au passé et qui viennent rencontrer notre présent. Et sont à la fois constitués de façon à porter en eux des qualités littéraires. Ils sont à la fois historique et romanesque. 
On retrouve également ce double aspect dans la collection, Essais, créée en 2005, qui est composée de quarante et un titres. Toutefois, cette collection prétend avant tout se faire le reflet de réflexions de fond, menées dans les espaces variés de l’anthropologie, de l’histoire, de la philosophie ou de la littérature, et partir à la recherche de la puissance des idées.
Beaucoup d'œuvres appartenant à cette collection établissent notamment un lien avec la littérature.
La collection Fictions, pour sa part, a été créée en 2005 et s'accroît d'un livre par an. Elle comporte dix-sept titres, qui sont des romans contemporains. Les histoires se déroulent toujours autour de faits historiques. Le côté fictionnel de ces livres est mis plus en avant. Cette collection rappelle l'esprit de Famagouste, dans le sens qu'elle joue également sur deux aspects où historique et romanesque se mêlent avec d'autant plus d'audace qu'elle joue, de manière plus prononcé encore, sur l'originalité et l’ambiguïté entre réel et fiction. Elle mélange les genres avec agilité, cassant les frontières imposées par les conventions.
La collection Les ethnographiques regroupe quant à elle des enquêtes de terrain tout autour du monde.
Enfin la collection Griffe reprend en format poche les titres des différentes collections.